# Ska-T
Ska-T ist eine deutsche Musikgruppe aus dem Raum Harz, Berlin und Leipzig. Sie bezeichnet ihren Stil als Ska, Punk und Ragga.

## Bandgeschichte
Gegründet wurde Ska-T (damals noch als Ska't) im Sommer 1997 in Blankenburg (Harz). Bereits im Oktober 1997 hatte die Band ihren ersten Auftritt. Der Name der Band leitet sich nicht von der spanischen Band Ska-P her, die damals noch keine große Popularität in Deutschland genoss.
1998 stieg Sänger Hagen (heute bekannt als Longfingah) als MC in die Band ein. Im Jahr darauf erschien die erste Maxi-CD Nonsence in Eigenregie.
2000 formierte sich die langjährige Stammbesetzung, es gab eine erste Auslandstournee durch die Niederlande. Das erste Album Elektrotechnique wurde aufgenommen und erschien im Januar 2001. Im gleichen Jahr spielte die Band unter anderem mit den Prinzen vor dem Leipziger Völkerschlachtdenkmal als Gewinner des Courage zeigen - Bandcontests.
Im März 2002 traten sie bei dem von Udo Lindenberg organisierten Konzert „Rock gegen rechte Gewalt“ auf und wurden damit beim WDR-Rockpalast übertragen. Im Laufe der Zeit spielte die Band neben Auftritten in Deutschland in vielen europäischen Ländern.
2007, zum zehnjährigen Bestehen, gab die Band die Trennung bekannt.
Im Dezember 2020 informierte die Band auf ihrer Facebook-Seite über die Wiedervereinigung, die aber durch die Corona-Pandemie verzögert wurde.
Im Oktober 2023 veröffentlichte die Band die Single Blauer Dunst. Es ist der erste neue Song seit 2005 und überhaupt das erste Musikvideo von Ska-T.

## Sonstiges
Ska-T hatten verschiedene wechselnde Bläser. Die Mitglieder sind heute teilweise in anderen Bands aktiv: Otto und Alex bei Gran Erupto, Hagen in verschiedenen (vornehmlich Berliner) Projekten als Longfingah, Alex und Hagen bei Illbilly Hitech, Otto bei Bullgine.
Unter dem Namen „OttNGeee“ veröffentlichen zwei der ehemaligen Bandmitglieder mittlerweile Coverversionen alter Ska-T-Songs im Internet.

## Diskographie
Demotapes
- 1997: Live in Elbingerode
- 1998: 25. Oktober
- 1998: Die Zweite

CDs
- 1999: Nonsence (Maxi-CD)
- 2001: Elektrotechnique (Album)
- 2003: Heisse Zeiten (EP)
- 2005: Something Right (Album)

Singles (Online)
- 2023: Blauer Dunst
- 2024: X Marks The Spot

Samplerbeiträge
- 2001: Blue Beat in my Soul (Nasty Vinyl)
- 2002: Ska Generation (Russland)
- 2002: TeGeR - Texte gegen Rechts
- 2003: Wahrschauer#47 (Zeitschriften-CD)
- 2003: Las Jucken
- 2003: While Seeing Through Mirrors: Another View
- 2003: The Underground Exposed Volume 1 (USA)
- 2004: Bouncing Of The Ska
- 2004: Plastic Bomb#47 (Zeitschriften-CD)
- 2004: Riddim#11 (Zeitschriften-CD)
- 2008: Sport & Rock (Schulhof-CD gegen Rechts)